# Provinzialisierung
Provinzialisierung ist ein historischer und politisch-geographischer Begriff, der in verschiedenen Bedeutungen im Zusammenhang mit dem Verhältnis von Zentrum und Peripherie verwendet wird. Er meint zum einen einen sozialen Prozess, in dem ein vorher selbstständiges Gebiet zur Provinz gemacht wird, indem es von einem Imperium unterworfen, in die imperiale Verwaltung, Infrastruktur und Wirtschaft eingegliedert und vom imperialen Zentrum abhängig gemacht wird. Dieser Begriff wird vor allem in der provinzialrömischen Archäologie und Alten Geschichte für den Prozess verwendet, in dem das Römische Reich römische Provinzen eingliederte. Zum anderen ist mit Provinzialisierung der Prozess gemeint, in dem ein vorher für ein Gebiet politisch, wirtschaftlich und kulturell zentraler Ort (Metropole) von einem anderen Ort abgelöst und zur Provinz (im Sinne von Peripherie) wird. Die verschiedenen Bedeutungen entsprechen der Mehrdeutigkeit des Begriffes Provinz, der zunächst die römische provincia bezeichnete, umgangssprachlich heute aber meist (teilweise auch abwertend) im Sinne von Peripherie verwendet wird.
Eine wichtige Debatte zur Provinzialisierung im Römischen Reich findet etwa zum genauen Ausmaß der Provinzialisierung Germaniens während der Augusteischen Germanenkriege (12 v. Chr. – 16 n. Chr.) statt. Dabei lässt sich Provinzialisierung zwar grundsätzlich als ein politischer Begriff verstehen, schließt aber auch umfassende kulturelle Prozesse mit ein. So führten etwa die Provinzialisierung Galliens und Hispaniens im Römischen Reich zum Aussterben der vorher von der Bevölkerung gesprochenen keltischen Sprachen; die heute dort gesprochenen romanischen Sprachen haben sich aus dem Latein entwickelt. Da kulturelle Prozesse aber nicht linear ablaufen, bilden sich auch Gegenbewegungen zur imperialen Herrschaft oder Hegemonie. Diese „Rückbesinnung auf lokale, regionale und/oder nationale Kulturen“ wird zuweilen ebenfalls als Provinzialisierung bezeichnet.
Ein Beispiel für Provinzialisierung im zweiten Sinne ist etwa der politische und kulturelle Bedeutungsverlust der früheren westdeutschen Hauptstadt Bonn nach der Verlagerung der deutschen Hauptstadt nach Berlin im Zuge der Wiedervereinigung.
Der indische Historiker Dipesh Chakrabarty brachte den Begriff in diesem Sinn der „De-Zentrierung“ auch in die postkoloniale Theorie ein. Er forderte in seinem Buch Provincializing Europe: Postcolonial Thought and Historical Difference („Europa provinzialisieren: Postkoloniales Denken und geschichtlicher Unterschied“, 2000) eine „Provinzialisierung“ Europas. Europa sei im Verlauf der neuzeitlichen Imperialismusgeschichte durch den Kolonialismus nicht nur zum politischen und ökonomischen Zentrum der Welt aufgestiegen, sondern habe auch kulturelle und wissenschaftliche Erklärungen dominiert, sodass etwa Prozesse in der indischen Geschichte nur noch im Rückgriff auf europäische Kategorien (wie Moderne, Kapitalismus etc.) erklärt würden. Dagegen müsse betont werden, dass auch Europa nur eine „Provinz“ der Welt sei und nicht als Maßstab für die ganze Welt dienen könne. Chakrabartys Anregungen wurden in der postkolonialen Debatte und anderen Disziplinen (etwa in der Globalgeschichte) ausführlich rezipiert.